# Cleehill
Cleehill ou Clee Hill est un village du Shropshire, en Angleterre. Il est situé dans le sud du comté, sur la route A4117 qui relie les villes de Ludlow (à 9 km à l'ouest) et Cleobury Mortimer (à 9 km à l'est). Administrativement, il relève de la paroisse civile de Caynham.
Le village s'étend sur les pentes de la colline de Titterstone Clee Hill (en), l'un des deux sommets du massif des Clee Hills (en). Il se trouve au sein de l'Area of Outstanding Natural Beauty des Shropshire Hills (en).